# Jared Fogle
Jared Scott Fogle (Indianápolis, 23 de agosto de 1977) é um ex-porta-voz americano da cadeia de  fast-food Subway. Fogle apareceu em campanhas publicitárias do Subway entre 2000 e 2015, tornando-se posteriormente alvo de uma investigação do FBI que o levou a ser condenado por turismo sexual infantil e posse de pornografia infantil.
Enquanto estudante universitário, Fogle perdeu 111 kg entre 1998 e 1999. Tendo frequentado um restaurante Subway como parte do seu plano de dieta, foi contratado, no ano seguinte, para ajudar a divulgar a cadeia. A popularidade de Fogle levou-o a aparecer em mais de 300 anúncios publicitários da Subway durante 15 anos, para além de outras aparições mediáticas.
Alegações de Fogle ter relações impróprias com menores surgiram em 2007, mas não se solidificaram até 2015, quando o FBI descobriu que o porta-voz tinha recebido pornografia infantil de um conhecido seu. Nesse ano, Fogle declarou-se culpado das acusações de turismo sexual infantil e posse de pornografia infantil, sendo condenado a 15 anos e 8 meses de prisão. Em dezembro de 2015, foi encarcerado no Instituto Penitenciário Federal de Englewood.

## Infância e Juventude
Fogle nasceu em Indianápolis, Indiana, a 23 de agosto de 1977, filho de Norman e Adrienne Fogle.
Em 1995, Fogle completou o ensino secundário no North Central High School, em Indianápolis. Em 2000, completou o ensino superior na Indiana University Bloomington. Posteriormente, trabalhou brevemente no departamento de gestão de receitas da American Trans Air.

## Carreira

### Campanha da Subway
Fogle recebeu pela primeira vez atenção mediática em abril de 1999, graças a um artigo publicado no jornal universitário Indiana Daily Student, escrito por um dos seus ex-colegas de dormitório, sobre Fogle perder 111 kg através de exercício e uma dieta de sanduíches Subway. Posteriormente, Fogle foi destaque num artigo da revista Men's Health, "Dietas Estúpidas... que Funcionam!". De acordo com o artigo, Fogle era anteriormente obeso - chegando a pesar 193 kg – devido a falta de exercício e consumo de junk food.
Ao começar a comer no Subway, Fogle alterou os seus hábitos alimentares, substituindo um consumo diário de 10.000 calorias por uma pequena sanduíche de peru, uma grande sanduíche vegetariana, algumas batatas fritas assadas e um refrigerante dietético, equivalentes a cerca de 2.000 calorias. Uma franquia da Subway em Chicago transmitiu a história de Fogle à agência de publicidade da empresa.

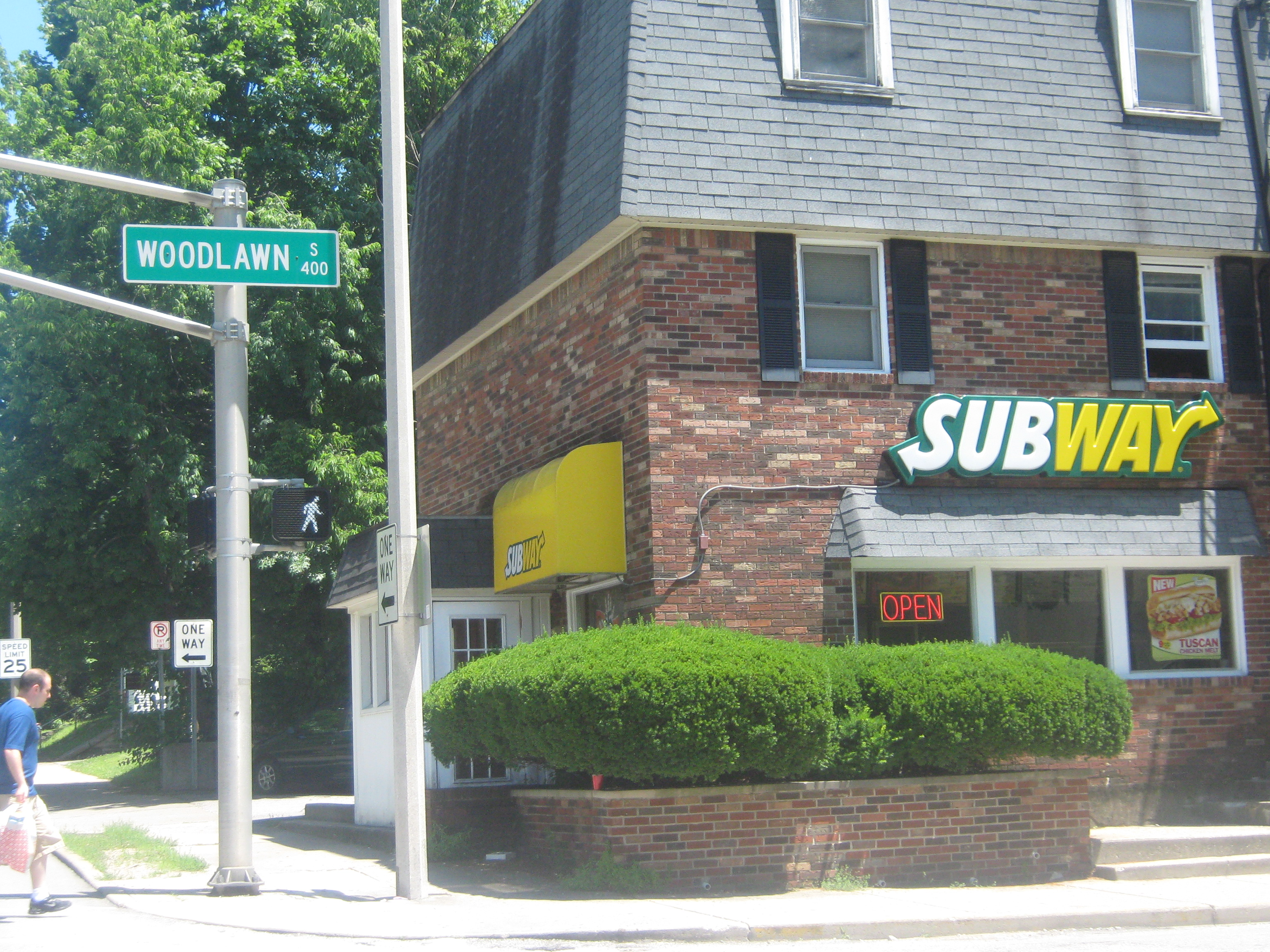
O restaurante da Subway em Bloomington que Fogle frequentava regularmente

Como teste, a Subway lançou uma campanha publicitária em canais de televisão regionais. O primeiro anúncio, lançado a 1 de janeiro de 2000,  apresentava Fogle e a sua história, referindo que: "A dieta Subway, combinada com muitas caminhadas, funcionou para o Jared. Não estamos a dizer que assim será para todos. Deve consultar o seu médico antes de iniciar qualquer programa de dieta. Mas funcionou para o Jared."
Como os anúncios de teste iniciais foram um sucesso, Fogle foi posteriormente aparecendo em mais anúncios televisivos, assim como presenças em franquias da Subway por todos os Estados Unidos, onde dava palestras sobre os benefícios do fitness e de uma alimentação saudável.
Em 2002, Fogle foi o tema de um episódio de South Park intitulado "Jared Has Aides". Jared afirmou que, embora o episódio apresentasse o "típico humor de mau-gosto", o facto de um episódio inteiro ter sido dedicado a si era "muito lisonjeador", acrescentando "Sabes que sucedeste na vida quando programas como South Park começam a parodiar-te". Em 2017, Fogle apareceu no videojogo South Park: The Fractured but Whole como um dos inimigos principais; tal ocorreu após ser condenado por posse de pornografia infantil.
Em fevereiro de 2008, a Subway lançou a campanha "Tour de Pants" para comemorar Fogle ter mantido o seu peso saudável por uma década. Como parte desta, Jared anunciou que o seu famoso par de calças de 160 cm iria ser "aposentado" e exposto num museu. A partir de 2008, a presença de Fogle em anúncios da Subway foi diminuindo gradualmente, devido ao foco da cadeia em novas estratégias e campanhas publicitárias.
O protagonismo de Fogle através da Subway proporcionou-lhe várias outras oportunidades, como aparições na WWE em 2009 e 2011. Em 2013, Fogle tinha filmado mais de 300 anúncios televisivos e continuava a realizar presenças e dicursos para a Subway. A cadeia atribuiu 33-50% do seu crescimento em vendas a Fogle, com a receita da empresa a triplicar de 1998 a 2011.
Fogle fez um cameo no filme Sharknado 2: The Second One. Repetiu tal participação na sequela Sharknado 3: Oh Hell No!, mas as suas cenas foram cortadas da versão transmitida pelo Syfy uma semana antes da estreia, após a sua casa ser revistada pelo FBI.

### Jared Foundation
Em 2004, Fogle criou a Jared Foundation, uma organização sem fins lucrativos focada em combater a obesidade infantil através de programas educacionais e fornecimento de meios a pais, escolas e organizações comunitárias.
Em 29 de abril de 2015, Russell Taylor, diretor da Jared Foundation, foi detido na sua casa em Indianápolis e acusado de exploração infantil, posse de pornografia infantil e voyeurismo. Fogle rompeu imediatamente todos os laços com ele. A 6 de maio, Russell tentou-se suicidar na prisão do condado de Marion e foi colocado em suporte de vida. A 1 de setembro, Taylor declarou-se culpado das acusações e, a 10 de dezembro, foi condenado a 27 anos de prisão.
Em agosto de 2015, um artigo do USA Today relatou que a Jared Foundation nunca teria concedido subvenções nem feito quaisquer doações para o propósito declarado da instituição. No entanto, o artigo afirmou que a fundação gastava, em média, 73.000$ por ano, correspondendo a maior parte desse valor ao salário do seu diretor executivo. Os registos fiscais da organização não contabilizavam mais de um quarto dos seus fundos. Em fevereiro de 2012, o Secretário de Estado de Indiana dissolveu a fundação, após esta não pagar uma taxa anual nos 2 anos anteriores, embora tenha sido solicitada a fazê-lo em várias ocasiões.
Daniel Borochoff, presidente da CharityWatch, que monitoriza questões financeiras de organizações sem fins lucrativos, afirmou ao USA Today: "Se Jared estivesse realmente interessado em ajudar crianças através da sua fundação, ele poderia ter conseguido mais dinheiro. Tal como acontece com muitas celebridades, a instituição parece servir mais para melhorar a sua imagem do que para realizar ações de caridade."

## História Criminal

### Investigação e Detenção por Pornografia Infantil
Em 2007, Fogle chamou a atenção de agências policiais estaduais e federais após Rochelle Herman-Walrond, jornalista e apresentadora de rádio de Sarasota, Flórida, comunicar ao Departamento Policial de Sarasota que Jared tinha feito comentários obscenos sobre garotas do ensino médio, num evento de saúde em que se tinham conhecido, numa escola secundária local. A jornalista gravou os comentários e guardou mensagens de texto enviadas por Fogle, entregando-as ao FBI, onde os agentes pediram que começasse a gravar as suas conversas com ele. Durante os 4 anos seguintes, Herman-Walrond travou amizade com Fogle, gravando secretamente os seus diálogos como parte de uma investigação federal em curso. Nas gravações, Fogle comenta várias vezes ter feito sexo com meninas menores de idade e pede a Rochelle que instale uma webcam no quarto dos seus filhos para que ele pudesse observá-los. No entanto, as gravações não foram suficientes para o FBI abrir um processo contra Fogle, devido à necessidade de mais provas substanciais contra o porta-voz.
Durante a investigação da operação de pornografia infantil de Russell Taylor, as autoridades descobriram que o diretor da Jared Foundation tinha partilhado fotos e vídeos sexualmente explícitos de crianças - algumas de apenas 6 anos - com Fogle. Taylor, condenado a 27 anos de prisão, foi posteriormente  considerado um co-conspirador não-acusado no caso do FBI contra Fogle. "O que encontramos na casa e computadores de Russell Taylor levou-nos a Jared Fogle", disse Tim Horty, porta-voz do Departamento de Justiça dos Estados Unidos.
A 7 de julho de 2015, investigadores do FBI e da Polícia do Estado de Indiana realizaram uma rusga à residência de Fogle em Zionsville, Indiana, confiscando computadores e outros aparelhos eletrónicos e detendo Jared por posse e distribuição de pornografia infantil. No mesmo dia, um porta-voz da Subway anunciou que a empresa e Fogle tinham concordado em suspender a sua ligação comercial; posteriormente, a cadeia removeu todas as referências a Fogle no seu website.
Após a detenção de Fogle, o FBI emitiu um mandato de acesso a uma troca de mensagens de texto em 2008 entre Fogle e Cindy Mills, dona de um franchise da Subway, com quem Jared mantinha um relacionamento sexual na altura. Nos SMSs, Fogle falava sobre abusar sexualmente de crianças com idades entre 9 e 16 anos, ordenou a Mills que se prostituísse na Craigslist, e pediu-lhe para organizar um encontro sexual entre ele e a sua prima de 16 anos. O advogado de Mills afirmou que a sua cliente tinha alertado a Subway sobre as mensagens de texto, mas que tinha obtido com resposta que, como Fogle não era funcionário da Subway, não existia qualquer violação. Representantes da cadeia afirmaram não ter quaisquer registos da denúncia de Mills.

### Acordo Judicial
A 19 de agosto de 2015, os procuradores federais anunciaram ter chegado a um acordo com Fogle, segundo o qual ele se declararia culpado das acusações de posse e distribuição de pornografia infantil e prática de turismo sexual infantil - tendo viajado de Indiana para Nova Iorque, onde pagou para praticar atos sexuais com uma jovem de 17 anos.
Os procuradores alegaram que Fogle oferecia a prostitutas adultas uma recompensa para encontrarem parceiras sexuais mais jovens.
De acordo com documentos divulgados pelos procuradores federais, Fogle aceitou também pagar um total de 1,4 milhões de dólares em indmenizações - 100.000$ a cada vítima. Se fosse a julgamento, Fogle enfrentaria até 50 anos de prisão; no entanto, como parte do acordo judicial, os procuradores concordaram em não pedir mais de 12 anos e meio de pena. Em troca, Fogle concordou com uma sentença mínima de 5 anos. Como condição do acordo, Fogle só poderia contactar ou comunicar com menores, com supervisão e mediante aprovação do seu agente de condicional. Visitas supervisionadas com os seus próprios filhos só seriam permitidos com aprovação da mãe, a sua futura ex-esposa, Katie McLaughlin. Fogle tinha efetuado um pedido para visitar as duas crianças em setembro, mas McLaughlin recusou-o. Após ser libertado da prisão, Fogle será obrigado a registar-se como criminoso sexual para o resto da vida e submeter-se a tratamento para distúrbios sexuais.
Brevemente após o anúncio do acordo judicial, a Subway anunciou via Twitter ter rompido totalmente todos os laços com Fogle.
A 19 de novembro de 2015, Fogle declarou-se oficialmente culpado perante a juíza federal Tanya Walton Pratt. Em comunicado, pediu desculpa pelos seus crimes, pedindo uma oportunidade para se tornar uma "pessoa boa e honesta" e "redimir a sua vida" após ter caído numa vida de "ilusões, mentiras e completo egocentrismo". De acordo com John Bradford, psiquiatra forense e testemunha de defesa de Fogle, Jared sofrera de um distúrbio alimentar compulsivo por vários anos e, após perder peso, substituíra a comida por um sentimento de "hipersexualidade", que incluía pedofilia "moderada" ou "leve". Este diagnóstico não foi aceite por especialistas da área da psiquiatria e foi criticado por Pratt nas redes sociais.
Pratt condenou Fogle a 15 anos e 8 meses de prisão, mais de 3 anos a mais do solicitado pelos procuradores e mais do triplo do pedido por Jared. A juíza justificou que o "nível de perversão e iniquidade exibido pelo Sr. Fogle é extremo". Fogle deve cumprir um mínimo de 13 anos antes de se tornar elegível para saída antecipada por bom comportamento. Após cumprir a sentença, ficará em liberdade supervisionada para o resto da sua vida. Pratt atribuíu-lhe também uma multa de 175.000$ e ordenou que abdicasse de 50.000$ em ativos, para além da indmenização de 1,4 milhões de dólares.
A 14 de dezembro de 2015, o advogado de Fogle, Ron Elberger, apresentou uma petição de recurso. Fogle pôde apelar da sentença, por esta ser mais longa do que a pena máxima recomendada pelos procuradores. O recurso estava agendado para 25 de janeiro de 2016, mas a defesa pediu um adiamento do prazo devido ao diagnóstico de Elberger com cancro. Após a petição de recurso ser apresentada, o Ministério Público dos Estados Unidos respondeu opondo-se a qualquer redução da sentença. Como justificação, apresentaram as mensagens de texto de Fogle para uma mulher, em que o criminoso afirmava que "pagaria muito por uma rapariga de 14 ou 15 anos" e que meninas menores de idade são "o que eu desejo", para além de expressar interesse sexual em rapazes.
Em 9 de junho de 2016, a sentença original de Fogle foi mantida pelo Tribunal de Recursos do 7º Circuito dos Estados Unidos.

### Prisão

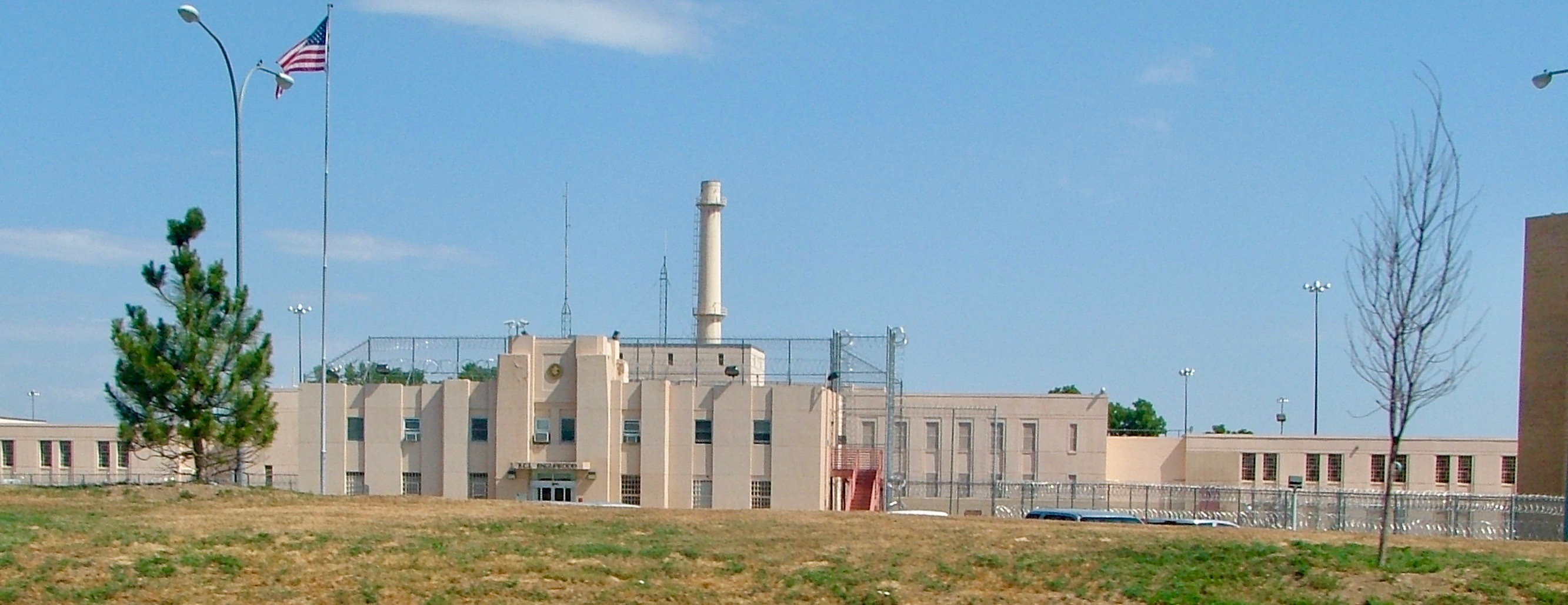
Instituto Penitenciário Federal de Englewood, onde Fogle está encarcerado

Os advogados de Fogle recomendaram que ele cumprisse a sua sentença no Instituto Penitenciário Federal de Englewood (FCI Inglewood) perto de Littleton, Colorado, que tem um programa para criminosos sexuais. A juíza Pratt concordou com as recomendações, mas não possuía autoridade para determinar onde Fogle cumpriria a pena. A 21 de novembro de 2015, Fogle foi transportado até ao Centro de Detenção do Condado de Henderson, Kentucky, onde esteve mantido temporariamente. Cerca de 1 mês depois, a 15 de dezembro, Fogle foi colocado sob custódia do Federal Bureau of Prisons, sendo transferido para o Federal Transfer Center em Oklahoma City. Três dias depois, foi transferido para o FCI Englewood. A sua data de libertação mais próxima possível é 24 de março de 2029.

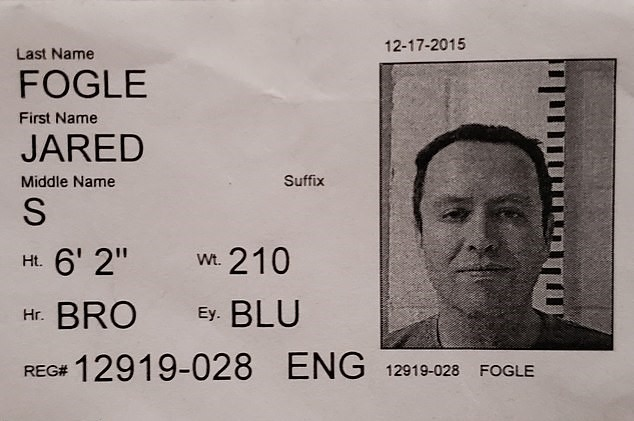
Mugshot de Fogle pouco antes de ser transferido para o FCI Englewood, em 2015.

Em março de 2016, Fogle foi agredido por outro recluso, Steven Nigg. O ataque deixou Fogle com o nariz a sangrar, rosto inchado e arranhões no pescoço. Nigg foi consequentemente transferido para outra prisão.
A 8 de novembro de 2017, Pratt rejeitou uma moção apresentada por Fogle, que visava anular a sua condenação, afirmando que o tribunal federal não possuía jurisdição para o condenar. A juíza também rejeitou outra moção apresentada em nome de Fogle pelo seu companheiro de prisão Frank Pate, que afirmava que o tribunal não tinha jurisdição sobre Fogle devido ao seu estatuto de suposto "cidadão soberano".
Em novembro de 2021, Fogle comunicou pela primeira vez da prisão, escrevendo numa carta ao New York Post em que confessa o seu arrependimento pelos crimes e afirma que, atrás das grades, corre 6,4 a 8 km por dia e pratica exercício regularmente, afirmando pesar 82 kg.

### Processos Judiciais
Os pais de uma das vítimas de Fogle abriram um processo contra Jared por dano pessoal e sofrimento emocional. Fogle argumentou que os pais são também responsáveis pelos danos pois brigavam e abusavam do álcool em frente à filha.
A 24 de outubro de 2016, os advogados de Kathleen McLaughlin, ex-mulher de Fogle, processaram a Subway no estado de Indiana, alegando que a empresa violou a privacidade e direitos de propriedade de McLaughlin, causando-lhe danos pessoais ao encobrir pelo menos três casos de comportamento ilegal de Fogle denunciados à administração, incluindo uma alegação de que o vice-presidente de marketing da cadeia "abafou", em 2004, uma denúncia de comportamento indevido de Fogle com uma jovem num evento promocional da Subway em Las Vegas. O processo foi arquivado em outubro de 2017, com o juiz a determinar que o tribunal não tinha jurisdição sobre o caso pois os centros de operações comerciais da Subway envoldidos se localizavam fora de Indiana.

### Possibilidade de Acusações Futuras
Fogle enfrentou potenciais acusações estaduais em Nova Iorque, relacionadas com as Vítimas 13 e 14, possivelmente violação de menor e/ou tráfico sexual. O acordo federal de Fogle não invalida acusações estaduais, pelo que não se incorreria em dupla incriminação caso o estado de Nova Iorque optado por acusar Fogle. No entanto, o ex-procurador nova-iorquino Matthew R. Smalls admitiu que tal era improvável, pois seria necessário montar uma nova investigação o que seria pouco sensato e cruel para as Vítimas 13 e 14, que teriam de novamente reviver as experiências e testemunhar perante um grande júri.

## Vida Pessoal
Em novembro de 2009, Fogle ficou noivo de Kathleen McLaughlin, uma professora. Em janeiro de 2010, a People relatou que Jared tinha recuperado 18 kg, que pretendia perder novamente através da sua dieta Subway antes do casamento. Fogle e McLaughlin casaram-se em agosto de 2010 e tiveram dois filhos: um rapaz (nascido em 2011) e uma rapariga (nascida em 2013).
Em 2013, Fogle possuía um património líquido de 15 milhões de dólares.
 Em 19 de agosto de 2015, após Jared ser acusado de fazer sexo com menores e posse de pornografia infantil, a sua esposa anunciou através do seu advogado que tinha pedido o divórcio, acrescentando que estava focada "exclusivamente no bem-estar dos meus filhos". O divórcio foi finalizado a 16 de novembro de 2015; Fogle aceitou pagar 7 milhões de dólares à sua ex-esposa. Segundo os registos do tribunal, McLaughlin viajou para fora do estado antes de Fogle se declarar como culpado, optando por permanecer num local não revelado para se proteger a si mesma e aos seus filhos do "circo mediático" que se gerou em torno dos crimes do seu ex-marido.
Um documentário de três partes sobre Fogle e os seus crimes intitulado Jared from Subway: Catching A Monster foi transmitido pelo canal Investigation Discovery em março de 2023.

## Filmografia
| Ano        | Título                              | Papel   | Notas                                                                         |
| ---------- | ----------------------------------- | ------- | ----------------------------------------------------------------------------- |
| 2000–2015  | Anúncios da Subway                  | Próprio |                                                                               |
| 2002, 2008 | Saturday Night Live                 | Próprio | 2 episódios                                                                   |
| 2004       | Super Size Me: 30 Dias de Fast Food | Próprio |                                                                               |
| 2011       | Jack e Jill                         | Próprio |                                                                               |
| 2014       | Community                           | Próprio | "Basic Story"                                                                 |
| 2014       | Sharknado 2                         | Próprio |                                                                               |
| 2015       | Sharknado 3: Oh Hell No!            | Próprio | Cenas removidas da versão transmitida pelo Syfy                               |
| 2015       | Dr. Phil                            | Próprio | "Subway Sandwich King to Child Sex Scandal: Jared Fogle's Secret Audio Tapes" |